# Rise Above Records
Rise Above Records est un label discographique britannique de punk hardcore, basé à Londres, en Angleterre. Le label produit le groupe du chanteur ainsi que des groupes principalement estampillés stoner rock.

## Histoire
Rise Above Records est fondé en 1988 par Lee Dorrian, chanteur du groupe britannique de doom metal Cathedral. Dorrian lance le label sans avoir l'intention de le pérenniser. C'est au cours de cette même année qu'il quitte son précédent groupe, Napalm Death. Le nom est une référence au titre de Black Flag.
L'intention initiale de Dorrian était de sortir du punk hardcore et des éditions limitées. La première sortie du label est un EP live  de Napalm Death, suivi par des sorties de groupes tels que S.O.B. et Long Cold Stare. Ghost sort son premier album, Opus Eponymous, sur ce label. Celui-ci n'étant pas dimensionné pour le succès rencontré par le groupe, les deux partis conviennent que l'album suivant devra sortir sur une major.
Parmi les groupes signés par le label, on retrouve Cathedral, Electric Wizard, Orange Goblin, Goatsnake, Firebird, Grand Magus, Witchcraft, Blood Ceremony, Uncle Acid and the Deadbeats, The Gates of Slumber, Angel Witch et Church of Misery.